# Vareja
Vareja este o localitate din comuna Videm, Slovenia, cu o populație de 145 de locuitori.